# BMW M60
BMW M60 — V-образный 8-цилиндровый бензиновый двигатель, первый за 25 лет двигатель V8 производства BMW. Производился с 1992 по 1996 годы, придя на смену рядному шестицилиндровому двигателю BMW M30. Конструктивным же предшественником двигателя был BMW OHV V8, а преемником BMW M62.

## Общая информация
С целью снижения массы двигателя, были использованы алюминиевый блок цилиндров и головки блока цилиндров, а также пластиковый впускной коллектор. Гильзы цилиндров имеют металлизированное покрытие Nikasil (см. ниже). С применением конструкции V8 изменились так же шатуны и поршни. Сухая масса двигателя составляет 203 кг.
Двигатель М60 имеет по четыре клапана на цилиндр, два распределительных вала верхнего расположения, движимые цепями ГРМ. Каждый цилиндр имеет свою собственную катушку зажигания, подача топлива и угол зажигания регулируются системой Bosch Motronic 3.3.
Мотор M60 производился в двух объёмах: 3-литровый M60B30 и 4-литровый M60B40.
| Двигатель | Рабочий объём    | Мощность                           | Крутящий момент        | Красная линия | Год  |
| --------- | ---------------- | ---------------------------------- | ---------------------- | ------------- | ---- |
| M60B30    | 3,0 л (2997 см³) | 218 л.с. (160 кВт) при 5800 об/мин | 290 Нм при 4500 об/мин | 6500 об/мин   | 1992 |
| M60B40    | 4,0 л (3982 см³) | 286 л.с. (210 кВт) при 5800 об/мин | 400 Нм при 4500 об/мин | 6500 об/мин   | 1992 |

### M60B30
У двигателя M60B30 диаметр цилиндров составляет 84 мм, ход поршней 67,6 мм, степень сжатия 10,5:1.
3-литровый двигатель М60 устанавливался на: E34 530i (1992—1995), E32 730i (1992—1994), E38 730i (1994—1996).

### M60B40
У двигателя M60B40 диаметр цилиндров составляет 89 мм, ход поршней 80 мм, степень сжатия 10,0:1. Этот двигатель имеет кованый коленчатый вал. Устанавливался 4-литровый М60 на: E34 540i (1993—1995), E32 740i (1992—1994), E38 740i (1994—1996), E31 840i (1992—1996), De Tomaso Guarà (1993—1998).

## Гильзы Nikasil
BMW использовала для гильз цилиндров двигателей M60 никасиловое покрытие. При использовании топлива с высоким содержанием серы (например, в США, Великобритании и Южной Америке), материал покрытия деформировался, что приводило к уменьшению компрессии.
В настоящее время, в США и Великобритании, топливо, богатое серой не используется.